# Шапел Батон (Де Севр)
Шапел Батон (фр. Chapelle-Bâton) насеље је и општина у западној Француској у региону Поату-Шарант, у департману Де Севр која припада префектури Ниор.
По подацима из 2011. године у општини је живело 399 становника, а густина насељености је износила 23,57 становника/km². Општина се простире на површини од 16,93 km². Налази се на средњој надморској висини од 109 метара (максималној 200 m, а минималној 78 m).

## Демографија
| 1962. | 1968. | 1975. | 1982. | 1990. | 1999. | 2011. |
| ----- | ----- | ----- | ----- | ----- | ----- | ----- |
| 362   | 415   | 368   | 332   | 365   | 316   | 399   |

График промене броја становника у току последњих година